# Lucía Caravedo
Lucía Caravedo Chocano (Lima, 9 de diciembre de 1974) es una actriz, productora ejecutiva y gestora de proyectos culturales peruana, conocida principalmente por su actuación en la obra La Clausura del Amor de Pascal Rambert, por haber interpretado a Yayita en Mi amor, el wachimán y a Nuria Romero Tristancho De Bustamante en la serie Los Vílchez.

## Biografía
Es actriz, Gestora Cultural, Productora Ejecutiva, comunicadora y publicista. Se formó como actriz de teatro en la escuela de interpretación actoral de Cristina Rota (hoy, CNC Centro de nuevos Creadores) en Madrid- España donde vivió 9 años. Ha continuado la investigación actoral con maestros como Tomaz Pandur, Claudio Tolcachir, Francisco Lumerman y Miguel Rubio, director de Yuyachcani. Además, estudió Danza contemporánea con Morella Petrozzi. Vivió 9 años en España y regresó al Perú en 2012. 
Ha gestado y liderado la producción de más de 6 proyectos teatrales (bajo el sello de su compañía teatral Laberinto XXI), entre los que destacan: La Clausura del Amor y Hermanas de Pascal Rambert, Una Versión Clown de Romeo y Julieta, El Proyecto Chej-off, Lima Laberinto XXI, Muerde (TEVI), Una Clase de filosofía. También ha participado en la producción ejecutiva y Dirección de Casting de proyectos cinematográficos como Perro Guardián, The Catch y Tiempos Futuros. Ha recibido más de 10 reconocimientos por sus producciones.
Como actriz, ha participado en 10 montajes teatrales, protagonizando 6 obras de teatro entre las que destacan: La Clausura del Amor y Luz de Gas de Patrick Hamilton (bajo la dirección de Darío Facal) y Diálogo en Privado de Maria Paula del Olmo. Este año (2022) estrena Hermanas bajo la dirección de Pascal Rambert.  
Debuta en América Televisión en el 2014. En el 2018 estrena su primer papel para el cine en Papá Youtuber bajo la dirección de Gonzalo Ladines y Fernando Villarán. En el 2023 estrenará su más reciente proyecto cinematográfico: “La Herencia de Flora” interpretando el papel de Carmen Piérola bajo la dirección de Augusto Tamayo.

## Teatro

### España
- A vida o suerte (2012) dramaturgia y dirección de Cristina Rota

### Perú
- Lima Laberinto XXI de Darío Facal (2015) interpretando Lucía
- Dos para el camino de Cesar de María (2015) interpretando Niña/madre/psicóloga/ella - Rol protagónico
- La Clausura del Amor[2] de Pascal Rambert (2016) interpretando a  Audrey - Rol protagónico
- El Oso - proyecto Chej-off (2016) interpretando a Elena Popova - Rol protagónico
- Luz de Gas de Patrick Hamilton (2017) interpretando a Bella Manningham
- Jauría de Julia Thais y Jesús Neyra (2018) interpretando a Lucía
- Diálogo en privado de María Paula Del Olmo (2019) interpretando Julia - Rol protagónico
- El Feo de Marius Von Mayenburg (2019) interpretando Fanny
- Hermanas de Pascal Rambert  (2022) Lucía - Rol protagónico
- Los Ojos de Pablo Messiez (2023) interpretando a Chabuca

## Filmografía

### Series y telenovelas
- Mi amor, el wachimán 2 (2013) interpretando a Jackelyn Noriega/Yayita
- Mujeres escorpión - Conversando con la luna interpretando a Milena (2015) interpretando a Helen
- Nuestra Historia (2016) interpretando a Inés
- Los Vílchez (2020) interpretando a Nuria Romero

### Cine
- Papá Youtuber (2016) interpretando a Lucía
- La herencia de Flora (2024) interpretando a Carmen Piérola
- Nadie nos dijo, cortometraje de Camila Vidal (2023) interpretando a Aurora
- La Costurera, film de Daniel Rodríguez Risco interpretando a Jennifer Hernández. (estreno previsto para el 2025)
- Zafari film de Mariana Rondón y Marité Ugaz interpretando a "La vecina" (estreno en festival de San Sebastián 2024)

## Premios y nominaciones

### Premios Luces de El Comercio año 2023
- Mejor actriz dramática del año por "Hermanas" 'Nominada

### Premio del Jurado del Oficio Crítico año 2022
- Mejor actriz dramática del año por "Hermanas" Ganadora

### Premio del Jurado del Oficio Crítico año 2016
- Mejor actriz dramática del año por La Clausura del Amor - Ganadora

### Premios Aibal año 2016
- Mejor actriz dramática del año por La Clausura del Amor - Nominada